# Onthophagus pactolus
Onthophagus pactolus es una especie de insecto del género Onthophagus, familia Scarabaeidae, orden Coleoptera.

Fue descrita científicamente por Fabricius en 1787.